# Diablo (Califórnia)
Diablo é uma Região censo-designada localizada no Estado americano da Califórnia, no Condado de Contra Costa.

## Geografia
A área total da cidade é de 2,5 km² (1,0 mi²), sendo tudo coberto por terra.

## Demografia
De acordo com o censo de 2000, a densidade populacional é de 393,3/km² (1016,6/mi²) entre os 988 habitantes, distribuídos da seguinte forma:
- 94,64% caucasianos
- 0,61% afro-americanos
- 2,94% asiáticos
- 0,61% outros
- 1,21% mestiços
- 3,54% latinos

Existem 308 famílias na cidade, e a quantidade média de pessoas por residência é de 2,90 pessoas.

## Localidades na vizinhança
O diagrama seguinte representa as localidades num raio de 16 km ao redor de Diablo.